# Would I Lie to You? (Charles & Eddie)
Would I Lie to You? è un singolo del duo statunitense Charles & Eddie, pubblicato il 4 agosto 1992 come primo estratto dal primo album in studio Duophonic.

## Successo commerciale
Il brano si è posizionato primo in classifica in Austria, Belgio, Nuova Zelanda e Regno Unito. Inoltre è stato disco d'oro in Austria e Germania, disco d'argento in Francia e disco di platino nel Regno Unito.

## Altre versioni

### Versione di John Gibbons
Il 12 agosto 2016 il DJ irlandese John Gibbons pubblica in formato digitale una cover del singolo.

### Versione di David Guetta, Cedric Gervais e Chris Willis
Il 30 settembre 2016 David Guetta, Cedric Gervais e Chris Willis, pubblicano una nuova cover del singolo, che si posiziona prima in classifica in Germania e Polonia, ricevendo il disco d'oro in Italia e quello di platino in Polonia.